# فراگما
فراگما (به آلمانی: Fragma) یک گروه موسیقی الکترونیک آلمانی است. تا به امروز موفّق‌ترین اثر این گروه ترانهٔ معجزهٔ توکا بوده‌است که توانست ۵۰۰۰۰۰ نسخه در سراسر جهان فروش کند و در بریتانیا به رتبهٔ نخست پرفروش‌ترین ترانه‌ها دست یابد.